# Bataille de Gondelour (1782)
Pour les articles homonymes, voir Bataille de Gondelour.
Guerre franco-anglaise (1778-1783)
Batailles
La seconde bataille de Gondelour eut lieu le 3 avril 1782 entre les Français et les Britanniques pendant la guerre d'indépendance des États-Unis et la Deuxième Guerre de Mysore près de Gondelour.

## Situation
Gondelour, aussi connu sous le nom de Cuddalore, est un port indien situé à environ 180 km au sud de Madras (actuellement Chennai), soit 20 km au sud de Pondichéry (Pondicherry). La ville est l'ancienne capitale des comptoirs français de l'Inde, sur la côte de Coromandel. Le nom de « Gondelour », consacré par les historiens français du XIXe siècle est dû à une ambigüité d'écriture du XVIIIe siècle.

## La bataille de Gondelour
Les troupes du général Duchemin ont été convoyées par la flotte du bailli de Suffren.
Le journal manuscrit d'un officier de troupe donne le déroulement des faits :
« Nous avons été à Gondelour, la place a été sommée le même jour, 2 avril 1782.
 Le 3, elle a capitulé et cette journée s'est passée à régler les articles de la capitulation.
 Le 4, au matin, notre petite armée, composée de soldats des régiments de Pondichéry et d'Austrasie, s'est mise en bataille devant un poste et la garnison est sortie tambour battant mèche allumée, et a rendu les armes. Cette garnison consistait en une vingtaine d'invalides, un nombre égal d'infirmes dans les hôpitaux, et environ sept à huit cents cipayes qui ont pris service chez nous. Les Blancs ont été envoyés à Madras pour être changés par un nombre égal de prisonniers. 
Quoique cette crique ne soit pas considérable, elle nous offre un lieu fermé pour notre dépôt et pour établir nos hôpitaux ; nous allons nous porter aujourd'hui à Magicoupan à trois quarts d'heures de lieue de là. »
Mais, la compagnie d’artillerie de la 3e légion de volontaires étrangers de la marine et celles du Régiment d'Austrasie sont la seule artillerie de siège dont dispose le général Duchemin.
Gondelour tomba aux mains des Français et la flotte de secours britannique de l'amiral Hughes fut repoussée.